# Чорногорівка
Чорногорівка (раніше Кра́сна Зоря́) — село в Україні, в Алчевській міській громаді Алчевського району Луганської області. Населення становить 31 особу. До 2020 орган місцевого самоврядування — Малоіванівська сільська рада.

## Історія
12 червня 2020 року, відповідно до Розпорядження Кабінету Міністрів України  № 717-р «Про визначення адміністративних центрів та затвердження територій територіальних громад Луганської області», увійшло до складу Алчевської міської громади.
17 липня 2020 року, в результаті адміністративно-територіальної реформи та ліквідації Перевальського району увійшло до складу Алчевського району.

## Населення
За даними перепису 2001 року населення села становило 31 особу, з них 90,32% зазначили рідною українську мову, а 9,68% — російську.